# Parnost broja
Parnost u matematici je osobina pripadnosti cijelog broja u jednu od dvije grupe: u parne ili neparne brojeve.  Cijeli broj je paran ako je višekratnik broja 2, odnosno ako je djeljiv brojem 2 bez ostatka, a neparan ako nije paran.  Brojevi koji nisu cijeli nisu ni parni ni neparni.
Primjeri parnih brojeva su -6, 0, 14, 1360, a neparnih -13, 1, 9, 427.  Posebice, nula je paran broj.
Formalno, parni brojevi su svi brojevi oblika 2k gdje je k cijeli broj, a neparni svi oblika 2k+1.  Zapisano simbolima, skupovi parnih i neparnih brojeva definirani su s
{\displaystyle {\begin{aligned}S_{par}&=\left\{2k|k\in \mathbb {Z} \right\}\\S_{nepar}&=\left\{2k+1|k\in \mathbb {Z} \right\}\end{aligned}}}

## Aritmetička pravila o parnosti
Neka je {\displaystyle P} paran, a {\displaystyle N} neki neparan cijeli broj. Tada vrijedi:
{\displaystyle Za\ zbrajanje:}
- {\displaystyle P+P=P}
- {\displaystyle P+N=N}
- {\displaystyle N+P=N}
- {\displaystyle N+N=P}

{\displaystyle Za\ oduzimanje:}
- {\displaystyle P-P=P}
- {\displaystyle P-N=N}
- {\displaystyle N-P=N}
- {\displaystyle N-N=P}

{\displaystyle Za\ mnozenje:}
- {\displaystyle P\cdot P=P}
- {\displaystyle P\cdot N=P}
- {\displaystyle N\cdot P=P}
- {\displaystyle N\cdot N=N}

{\displaystyle Za\ dijeljenje:}
- {\displaystyle P/P=P},
- {\displaystyle P/N=P}
- {\displaystyle N/P\ nije\ definirano\ u\ skupu} {\displaystyle Z}
- {\displaystyle N/N=N}

Napomene:
- Uvjet je da je brojnik višekratnik nazivnika.
- Nazivnik ne smije biti {\displaystyle 0}.